# Trotzig
Trotzig är ett svenskt efternamn, som den 31 december 2012 bars av 126 personer bosatta i Sverige.
Släkten Trotzig är från Dalarna och av tyskt ursprung. Den inkom till Sverige från Lübeck 1581 med Mårten Traubtzig, född i Wittenberg. De fortlevande grenarna av släkten härstammar från dennes son Johan Trotzig (1597–1647), direktör över styckegjuteriet vid Stora Kopparberg AB.[källa behövs]
En annan son till Mårten Traubtzig Peter Trotzig (1613–1679) adlades Trotzenfelt 1669, och två söner till Johan Trotzig adlades. Peter Trotzig (1645–1685) år 1681 med nummer 1005 och Mårten Trotzig (1646–1706) år 1684 introducerad 1686 med nummer efter nuvarande 1067. Mårten Trotzig fick friherrlig värdighet 1705 med nya vapen. Dessa grenar av släkten är utslocknade.

## Personer med efternamnet Trotzig
- Astrid Trotzig (född 1970), författare, brorsdotter till Ulf Trotzig
- Birgitta Trotzig (1929–2011), författare, gift med Ulf Trotzig
- Einar Trotzig (1890–1973), fröexpert
- Elisabeth Trotzig (född 1956), jurist och reklamombudsman
- Ellen Trotzig (1878–1949), konstnär
- Gustaf Trotzig (född 1937), arkeolog
- Ida Trotzig, född Magnét (1864–1943), författare och Japan-kännare
- Johan Trotzig (1597–1647), bruksägare och styckegjutare
- Karl Trotzig (1859–1939), politiker och amatörhistoriker
- Liv Trotzig (1917–2010), hemslöjdskonsulent, dotter till Karl Trotzig
- Mårten Trotzig (1559–1617), köpman, född i Wittenberg
- Mårten Trotzig (1646–1706), Karl XI:s krigskassör, friherre, sonson till Mårten Trotzig (1559–1617)
- Peter Trotzig (1886–1952), bergsvetenskapsman
- Signe Trotzig, vårdare av Gustaf Fröding
- Ulf Trotzig (1925–2013), konstnär, gift med Birgitta Trotzig, farbror till Astrid Trotzig